# Bilsdorf
Bilsdorf (en luxemburguès:  Bilschdref; en alemany:  Bilsdorf) és una vila de la comuna de Rambrouch, situada al districte de Diekirch del cantó de Redange. Està a uns 35 km de distància de la ciutat de Luxemburg.